# Abdoullah Maute
Abdullah Maute, né dans les années 1970 ou les années 1980 et mort en août 2017 à Marawi, est un djihadiste philippin, cofondateur du groupe Maute avec son frère Omarkhayam.

## Biographie
Abdullah Maute naît dans une famille aisée du Mindanao. Son père est ingénieur et sa mère travaille dans l'immobilier. Le couple a au moins sept enfants.
Dans sa jeunesse, Abdullah Maute est scolarisé au lycée Dansalan, un établissement protestant. Il part ensuite étudier l'islam en Jordanie. Il regagne les Philippines au bout d'une décennie.
Pendant l'insurrection moro aux Philippines, Abdullah Maute rejoint le Front Moro islamique de libération. Cependant vers 2012, il fait défection avec son frère Omarkhayam, avec lequel il fonde le groupe Maute. En 2014, le groupe Maute prête allégeance à l'État islamique.
Le 23 mai 2017, les djihadistes philippins ralliés à l'État islamique et commandés par Isnilon Hapilon et les frères Maute lancent la bataille de Marawi. Après le début de l'insurrection, les parents des frères Maute sont arrêtés par les autorités philippines, leur mère étant notamment suspectée d'avoir joué un rôle dans le financement du groupe dirigé par ses fils. À Marawi, les combats durent cinq mois, jusqu'à ce que la ville soit reprise par l'armée philippine, au prix d'au moins 168 morts pour les militaires et 978 tués du côtés des djihadistes,,. Abdullah Maute est tué pendant la bataille. L'armée philippine annonce sa mort le 5 septembre 2017,. Elle estime qu'Abdullah Maute a été tué entre le 14 et le 26 août 2017.